# Боринське
Боринське (рос. Боринское) — село у Липецькому районі Липецької області Російської Федерації.
Населення становить 6524  особи. Належить до муніципального утворення Боринська сільрада.

## Історія
З 13 червня 1934 до 1954 року у складі Воронезької області. Відтак входить до складу Липецької області.
Згідно із законом від 2 липня 2004 року №114-оз органом місцевого самоврядування є Боринська сільрада.

## Населення
| 1959  | 1979  | 2002  | 2010  | 2012  | 2013  | 2014  |
| ----- | ----- | ----- | ----- | ----- | ----- | ----- |
| 4061  | ↗5010 | ↗6052 | ↗6556 | ↘6461 | ↘6380 | ↘6354 |
| 2015  | 2016  | 2017  | 2018  |       |       |       |
| ↗6367 | ↗6416 | ↗6524 | →6524 |       |       |       |